# Aliança Povo Unido
A Aliança Povo Unido (APU) foi uma antiga coligação (activa entre 1978 e 1987) formada pelo Partido Comunista Português (PCP), Movimento Democrático Português / Comissão Democrática Eleitoral (MDP/CDE) e, após 1983, também pelo Partido Ecologista "Os Verdes" (PEV) com a então denominação de Movimento Ecologista Português - Partido "Os Verdes" (MEP-PV).
A APU (criada após a dissolução da Frente Eleitoral Povo Unido, que além do PCP e do MDP/CDE integrava também a Frente Socialista Popular) concorreu às eleições legislativas intercalares de 1979 e às eleições legislativas gerais de 1980, 1983 e 1985.
A APU já não concorreria às eleições legislativas de 1987, devido a divergências entre os partidos que a formavam. O PCP concorreu a partir desse ano e até aos dias de hoje em coligação com o Partido Ecologista "Os Verdes" (PEV) e Intervenção Democrática (ID, como independentes dentro das listas Comunistas) na CDU - Coligação Democrática Unitária (PCP-PEV).

## Partidos constituintes
| Partidos/Movimentos | Partidos/Movimentos                                              | Líder              | Ideologia                     | Espectro                    |
| ------------------- | ---------------------------------------------------------------- | ------------------ | ----------------------------- | --------------------------- |
|                     | Partido Comunista Português                                      | Álvaro Cunhal      | Comunismo Marxismo-leninismo  | Esquerda a extrema-esquerda |
|                     | Movimento Democrático Português / Comissão Democrática Eleitoral | Manuel Tengarrinha | Socialismo                    | Esquerda                    |
|                     | Partido Ecologista Os Verdes                                     | António Gonzalez   | Ecossocialismo Política verde | Esquerda                    |

## Resultados Eleitorais

### Eleições legislativas
| Data | CI. | Votos     | %            | +/- | Deputados | +/- | Status   |
| ---- | --- | --------- | ------------ | --- | --------- | --- | -------- |
| 1979 | 3.º | 1 129 322 | 18,8 / 100,0 |     | 47 / 250  |     | Oposição |
| 1980 | 3.º | 1 009 505 | 16,8 / 100,0 | 2,0 | 41 / 250  | 6   | Oposição |
| 1983 | 3.º | 1 031 609 | 18,1 / 100,0 | 1,3 | 44 / 250  | 3   | Oposição |
| 1985 | 4.º | 898 281   | 15,5 / 100,0 | 2,6 | 38 / 250  | 6   | Oposição |

### Eleições autárquicas
| Data | CI. | Votos     | %            | +/- | Presidentes CM | +/- | Vereadores  | +/-     |
| ---- | --- | --------- | ------------ | --- | -------------- | --- | ----------- | ------- |
| 1979 | 3.º | 1 021 486 | 20,5 / 100,0 |     | 50 / 305       |     | 316 / 1 900 |         |
| 1982 | 2.º | 1 061 492 | 20,7 / 100,0 | 0,2 | 55 / 305       | 5   | 316 / 1 909 | Estável |
| 1985 | 3.º | 942 147   | 19,4 / 100,0 | 1,3 | 47 / 305       | 8   | 303 / 1 975 | 13      |

## Galeria

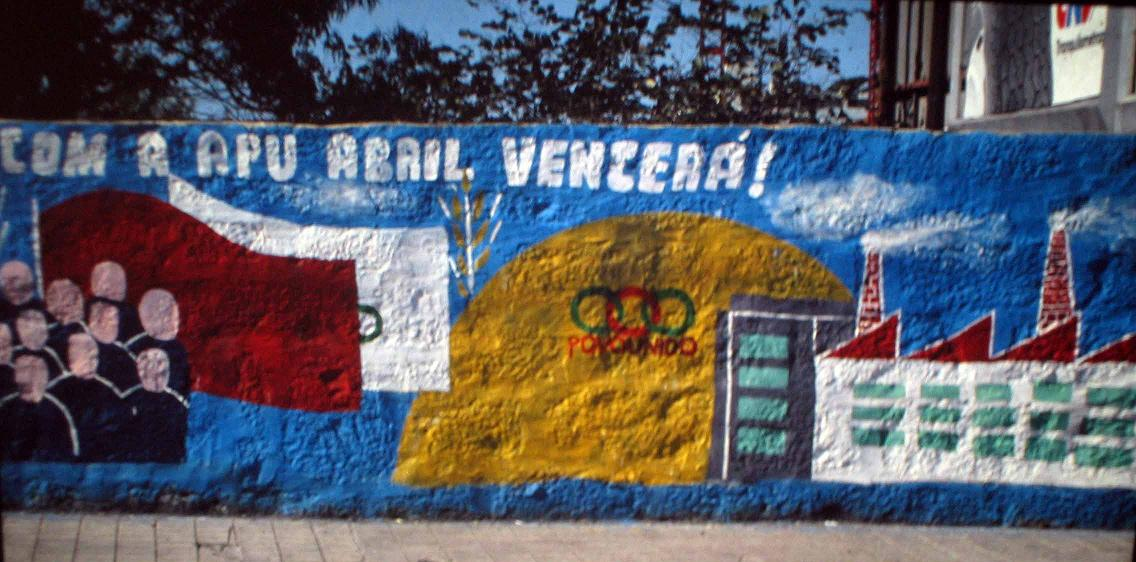
Com a APU Abril vencerá, pintura mural.
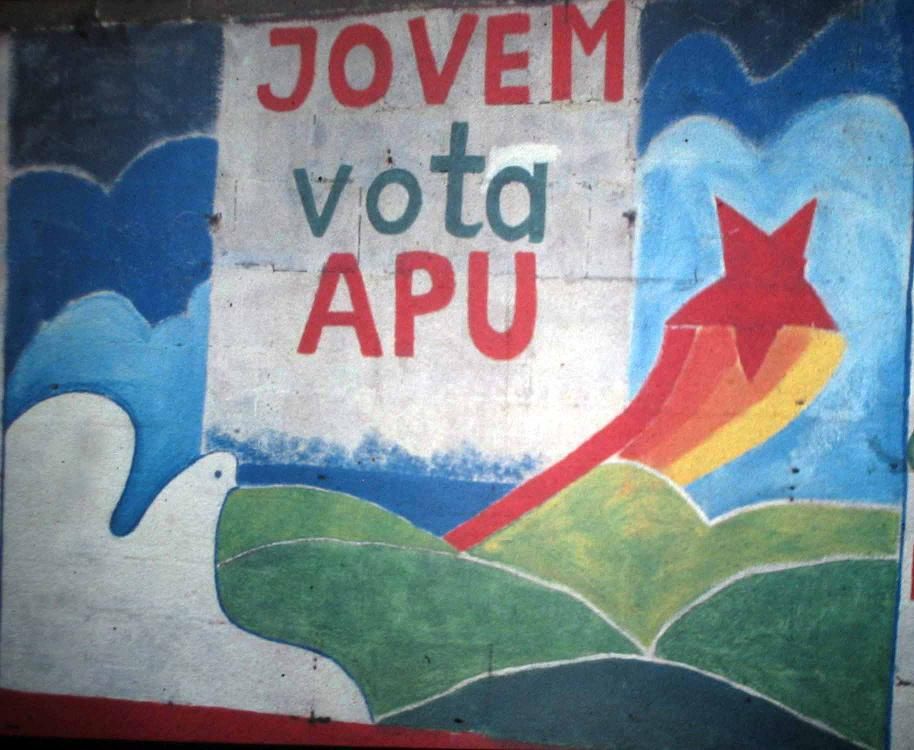
Jovem vota APU, pintura mural.
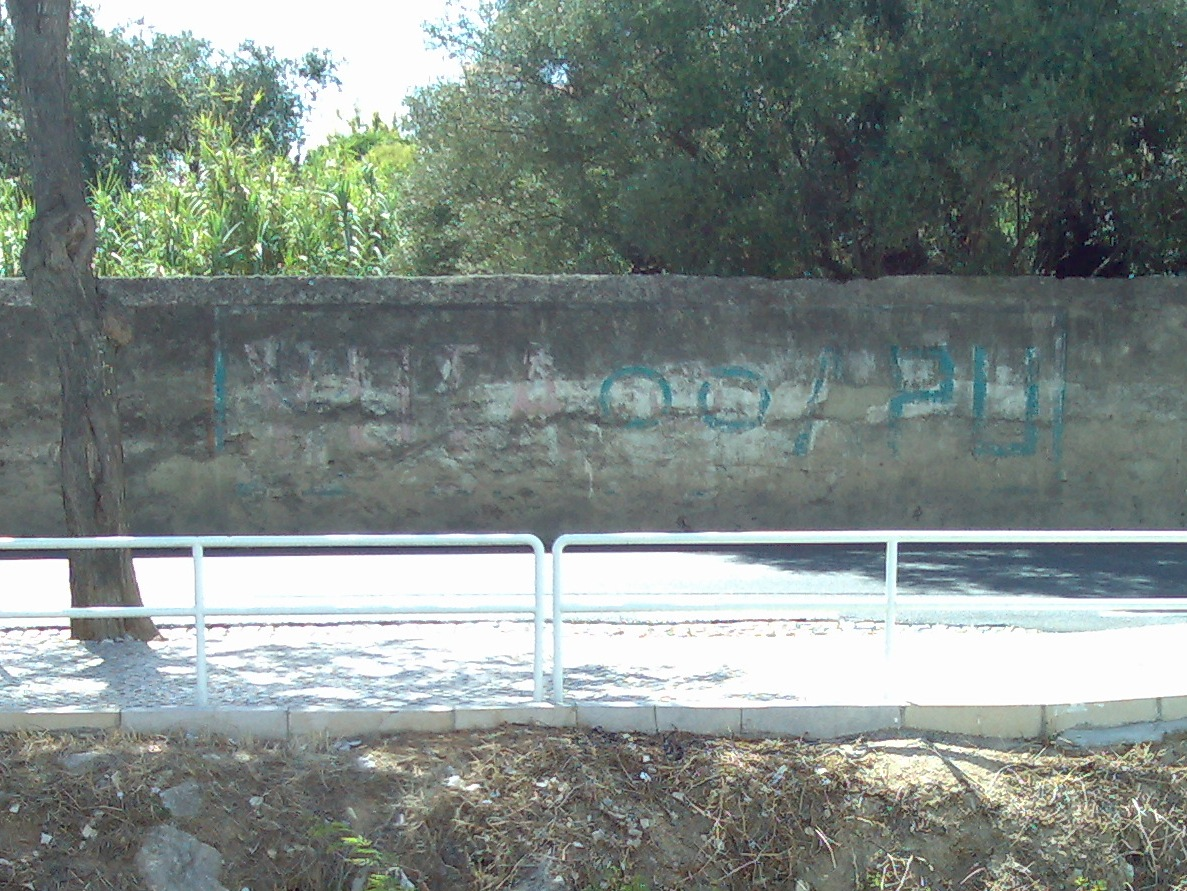
Mural da APU fotografado na Rebelva, em 2009.